# Haussonville
Haussonville ist eine französische Gemeinde mit 318 Einwohnern (Stand: 1. Januar 2022) im Département Meurthe-et-Moselle in der Region Grand Est. Sie gehört zum Arrondissement Lunéville und zum Kanton Lunéville-2. Die Einwohner werden Bayonnais genannt.

## Geografie
Haussonville liegt etwa 20 Kilometer südsüdöstlich von Nancy und etwa 13 Kilometer westsüdwestlich von Lunéville. Die Mosel begrenzt die Gemeinde im Westen. Umgeben wird Haussonville von den Nachbargemeinden Ferrières und Saffais im Norden, Barbonville im Osten, Romain im Südosten, Domptail-en-l’Air und Saint-Mard im Süden, Crévéchamps im Südwesten und Westen sowie Velle-sur-Moselle im Westen und Nordwesten.

## Bevölkerungsentwicklung
| 1962                       | 1968 | 1975 | 1982 | 1990 | 1999 | 2006 | 2019 |
| -------------------------- | ---- | ---- | ---- | ---- | ---- | ---- | ---- |
| 217                        | 176  | 214  | 231  | 282  | 282  | 319  | 305  |
| Quellen: Cassini und INSEE |      |      |      |      |      |      |      |

## Sehenswürdigkeiten
- Kirche Saint-Claude
- Reste des alten Schlosses aus dem 16. Jahrhundert

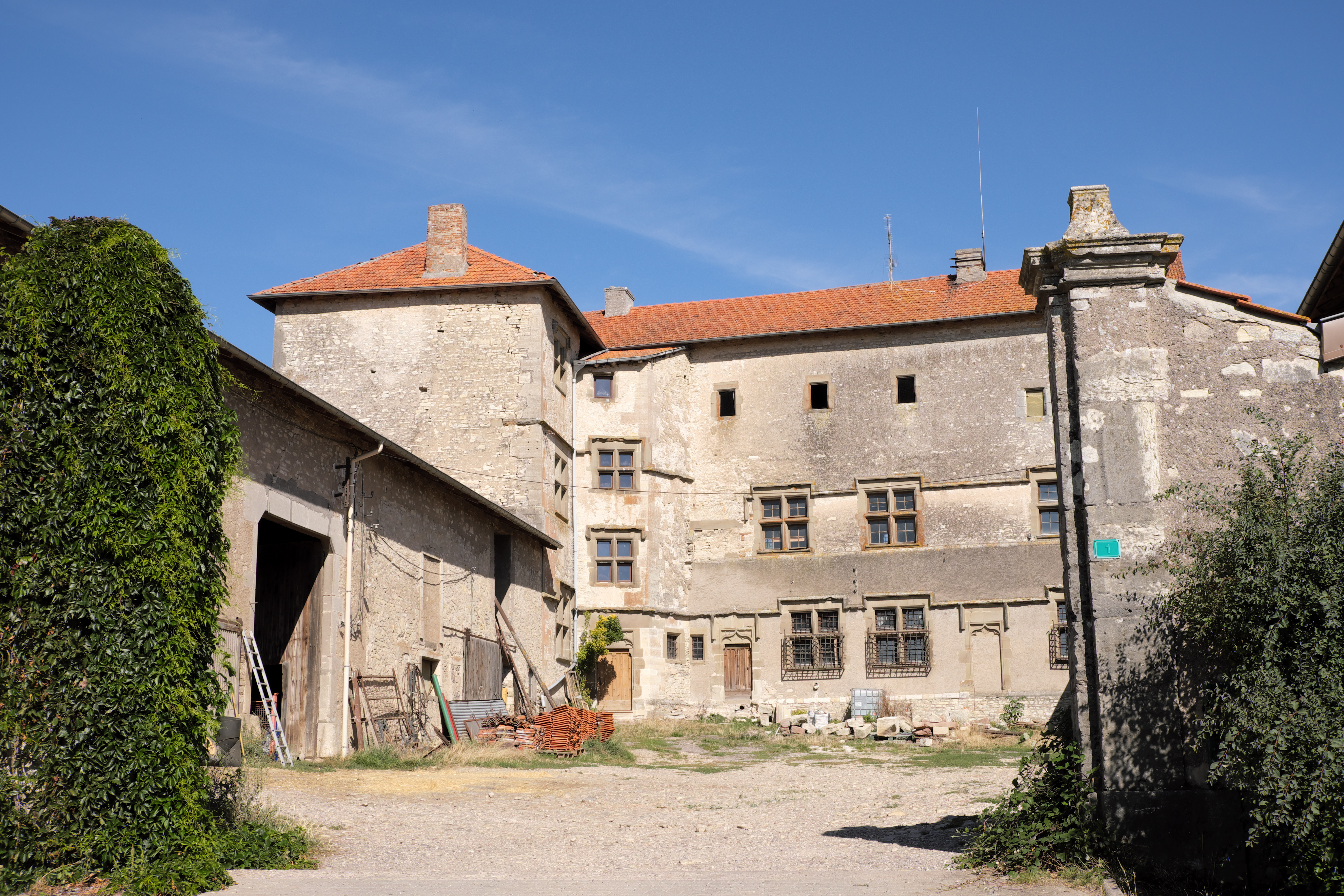
Reste des Schlosses